# Mistrzostwa Europy w Piłce Nożnej Kobiet 2025 (eliminacje)/Grupa A4
W Grupie A4 eliminacji Mistrzostw Europy w Piłce Nożnej Kobiet 2025 brały udział następujące zespoły:
- Niemcy
- Austria
- Islandia
- Polska

## Tabela
| Zespół   | Pkt | M | W | R | P | Br+ | Br− | +/− |
| -------- | --- | - | - | - | - | --- | --- | --- |
| Niemcy   | 15  | 6 | 5 | 0 | 1 | 17  | 8   | +9  |
| Islandia | 10  | 6 | 4 | 1 | 1 | 11  | 5   | +6  |
| Austria  | 7   | 6 | 2 | 1 | 3 | 10  | 12  | -2  |
| Polska   | 0   | 6 | 0 | 0 | 6 | 4   | 17  | -13 |

## Wyniki
| 5 kwietnia 2024 18:45 CEST | Islandia · Mesjasz 42' (sam.) · Zomers 43' · Jónsdóttir 66' | 3:0(2:0)Raport | Polska | Kópavogsvöllur, Kópavogur Widzów: 1152 Sędzia: Frida Klarlund |
|                            |                                                             |                |        |                                                               |

| 5 kwietnia 2024 20:30 CEST | Austria · Campbell 9', 17' | 2:3(2:1)Raport | Niemcy · 39', 49' Bühl · 63' (k) Gwinn | Raiffeisen Arena, Linz Widzów: 7500 Sędzia: Tess Olofsson |
|                            |                            |                |                                        |                                                           |

| 9 kwietnia 2024 18:00 CEST | Polska · Kamczyk 55' | 1:3(0:1)Raport | Austria · 15' Puntigam · 66' Purtscheller · 90+2' Campbell | Stadion Miejski, Gdynia Widzów: 3920 Sędzia: Stéphanie Frappart |
|                            |                      |                |                                                            |                                                                 |

| 9 kwietnia 2024 18:10 CEST | Niemcy · Schüller 4', 34' · Oberdorf 45+3' | 3:1(3:1)Raport | Islandia · 23' Eiríksdóttir | New Tivoli, Akwizgran Widzów: 16 503 Sędzia: Jana Adámková |
|                            |                                            |                |                             |                                                            |

| 31 maja 2024 18:00 CEST | Austria · Puntigam 26' (k) | 1:1(1:0)Raport | Islandia · 76' (k) Viggósdóttir | Keine Sorgen Arena, Ried im Innkreis Widzów: 3788 Sędzia: Lina Lehtovaara |
|                         |                            |                |                                 |                                                                           |

| 31 maja 2024 20:30 CEST | Niemcy · Zieniewicz 34' (sam.) · Schüller 77' · Gwinn 84', 88' (k) | 4:1(1:1)Raport | Polska · 1' Padilla-Bidas | Ostseestadion, Rostock Widzów: 18 765 Sędzia: Jelena Cvetković |
|                         |                                                                    |                |                           |                                                                |

| 4 czerwca 2024 18:00 CEST | Polska · Grabowska 12' | 1:3(1:0)Raport | Niemcy · 51', 69' Schüller · 77' Bühl | Stadion Miejski, Gdynia Widzów: 4012 Sędzia: Olatz Rivera Olmedo |
|                           |                        |                |                                       |                                                                  |

| 4 czerwca 2024 21:30 CEST | Islandia · Eiríksdóttir 17' · Antonsdóttir 70' | 2:1(1:1)Raport | Austria · 44' Campbell | Laugardalsvöllur, Reykjavík Widzów: 2067 Sędzia: Désirée Grundbacher |
|                           |                                                |                |                        |                                                                      |

| 12 lipca 2024 18:00 CEST | Austria · Degen 37' · Campbell 67' · Schasching 69' | 3:1(1:0)Raport | Polska · 75' Padilla-Bidas | Cashpoint Arena, Altach Widzów: 2343 Sędzia: Eleni Antoniou |
|                          |                                                     |                |                            |                                                             |

| 12 lipca 2024 18:15 CEST | Islandia · Sigurðardóttir 14' · Jóhannsdóttir 52' · Jónsdóttir 83' | 3:0(1:0)Raport | Niemcy | Laugardalsvöllur, Reykjavík Widzów: 5243 Sędzia: Cheryl Foster |
|                          |                                                                    |                |        |                                                                |

| 16 lipca 2024 19:00 CEST | Niemcy · Bühl 11', 90+2' · Brand 39' · Schüller 53' | 4:0(2:0)Raport | Austria | HDI-Arena, Hanower Widzów: 43 953 Sędzia: Shona Shukrula |
|                          |                                                     |                |         |                                                          |

| 16 lipca 2024 19:00 CEST | Polska | 0:1(0:1)Raport | Islandia · 32' Jónsdóttir | Zagłębiowski Park Sportowy, Sosnowiec Widzów: 2051 Sędzia: Kirsty Dowle |
|                          |        |                |                           |                                                                         |

## Strzelczynie

### 6 goli
- Lea Schüller

### 5 goli
- Eileen Campbell
- Klara Bühl

### 3 gole
- Sveindís Jane Jónsdóttir
- Giulia Gwinn

### 2 gole
- Sarah Puntigam
- Hlín Eiríksdóttir
- Natalia Padilla-Bidas

### 1 gol
- Celina Degen
- Lilli Purtscheller
- Annabel Schasching
- Hildur Antonsdóttir
- Alexandra Jóhannsdóttir
- Ingibjörg Sigurðardóttir
- Glódís Viggósdóttir
- Diljá Ýr Zomers
- Jule Brand
- Lena Oberdorf
- Dominika Grabowska
- Ewelina Kamczyk

### Gole samobójcze
- Małgorzata Mesjasz (dla  Islandii)
- Wiktoria Zieniewicz (dla  Niemiec)